# Лианозово (район на Москва)
Лианозово е административен район на Североизточен окръг в Москва.